# NGC 5632
NGC 5632 في الفهرس العام الجديد، هي مجرة، تقع في كوكبة العذراء. اكتشفت في 9 مايو 1853 .

## روابط خارجية
- NGC 5632 على موقع ويكي سكاي: DSS2, SDSS, GALEX, IRAS, Hydrogen α, X-Ray, Astrophoto, Sky Map, Articles and images